# The Sound of Madness
The Sound of Madness è il terzo album in studio della rock band statunitense Shinedown, pubblicato il 24 giugno 2008. Dall'album sono stati estratti cinque singoli: Devour, Second Chance, Sound of Madness, If You Only Knew e 'The Crow & the Butterfly.

## Tracce
Tutte le canzoni sono state composte da Brent Smith e Dave Bassett tranne dove segnalato.
1. Devour – 3:50
2. Sound of Madness – 3:54
3. Second Chance – 3:40
4. Cry for Help – 3:20
5. The Crow & the Butterfly – 4:13
6. If You Only Knew – 3:46
7. Sin with a Grin – 4:00
8. What a Shame – 4:18
9. Cyanide Sweet Tooth Suicide – 3:11
10. Breaking Inside – 3:51 (Smith, Bobby Huff)
11. Call Me – 3:43 (Smith, Tony Battaglia)

Deluxe Edition
1. I Own You – 3:37
2. The Energy – 3:28
3. Son of Sam – 3:38

Tracce bonus della ri-pubblicazione del 2010
1. The Energy – 3:28
2. Son of Sam – 3:38
3. I Own You – 3:37
4. Junkies for Fame – 3:26
5. Second Chance (Acoustic Version) – 3:40
6. The Crow & the Butterfly (Pull Mix) – 5:27
7. Her Name Is Alice – 3:50
8. Diamond Eyes (Boom-Lay-Boom-Lay-Boom) – 5:36
9. Breaking Inside (feat. Lzzy Hale) – 3:49

Tracce bonus nella versione vinile 2010
1. The Energy – 3:28
2. Son of Sam – 3:38
3. I Own You – 3:37
4. Junkies for Fame – 3:26
5. Second Chance (Acoustic version) – 3:40
6. The Crow & the Butterfly (Pull Mix) – 5:27

2010 deluxe DVD
1. Devour (Lyric video) – 3:47
2. Devour (Music video) – 3:48
3. Second Chance (Music video) – 3:44
4. Sound of Madness (Music video) – 4:14
5. If You Only Knew (Music video) – 3:48
6. The Crow & the Butterfly (Music video) – 4:18
7. What a Shame (Music video) – 4:18
8. Save Me (Live from Atlanta) – 3:38
9. Devour (Live from Atlanta) – 5:04
10. Call Me (Live from Atlanta) – 3:39
11. Second Chance (Live from Atlanta) – 3:40
12. Sound of Madness (Live from Atlanta) – 4:34
13. Interview from LA – 18:13

## Formazione
- Brent Smith - voce
- Barry Kerch - batteria e percussioni
- Zack Myers - chitarra
- Nick Perri - chitarra
- Eric Bass - basso